# Енріке Магдалено
Енріке Магдалено Діас (ісп. Enrique Magdaleno Díaz, нар. 4 листопада 1955, Мадрид) — іспанський футболіст, що грав на позиції нападника, зокрема за «Севілью».

## Ігрова кар'єра
Народився 4 листопада 1955 року в Мадриді. Вихованець юнацьких команд місцевого «Реала».
У дорослому футболі дебютував 1976 року виступами на правах оренди за «Леванте», в якому провів один сезон у Сегунді, після чого уклав з клубом повноцінний контракт і ще два роки грав за нього у Сегунді Б.
1979 року перейшов до «Бургоса», за який дебютував в іграх Ла-Ліги, яку команда вже за рік залишила. Наступного сезону 1980/81 ставав із 19-ма забитими голами найкращим бомбардиром Сегунди.
1981 року повернувся до елітного іспанського дивізіону, ставши гравцем «Севільї». Відіграв за клуб із Севільї наступні чотири сезони своєї ігрової кар'єри. Більшість часу, проведеного у складі «Севільї», був основним гравцем атакувальної ланки команди, проте високою результативністю вже не відрізнявся.
Згодом з 1985 по 1990 рік грав у складі «Мальорки» та «Реал Бургос», а завершував ігрову кар'єру в третьоліговії «Алькалі», за яку виступав протягом 1990—1991 років.

## Титули і досягнення
- Найкращий бомбардир Сегунди (1):

1980/81 (17 голів)
- Переможець Сегунди (1):

«Реал Бургос»: 1989/90